# Вороний Куст (остров)
Вороний Куст (Вороний, тат. Карга Куагы утравы, Qarğa Quağı utrawı) — небольшой необитаемый остров в 1957-2011 и с 2023 гг. (в промежутке - полуостров) на Куйбышевском водохранилище, территориально входит в Вахитовский район города Казани Республики Татарстан. Расположен по левую сторону от судоходного фарватера реки Волга, выше речного порта, напротив острова Маркиз.
Покрыт лесом, при высоком уровне водохранилища заболочен. Назван по одноимённому озеру, находившемуся в районе современного острова до 1957 года с постоянно большой популяцией ворон. При невысоком уровне воды дугообразный южный берег с песчаным пляжем перед густыми деревьями в тёплое время визуально напоминает классические тропические лагуны. На Вороньем Кусте сохранялись остатки коммуникаций, существовавших со времени наполнения водохранилища вплоть до 2012 года, когда часть острова оказалась погребена под толщами песка при строительстве, а сам остров был присоединен к берегу — полуострову Локомотив.

## История
До заполнения водохранилища в 1956-58 годах был урочищем, останцем первой надпойменной террасы, возвышавшимся над поймой, расположенным между двумя рукавами Казанки: основным руслом к северо-западу и практически забившейся наносами к концу XIX века протокой Ичка к югу и востоку. Ниже по течению располагалась местность Бакалда, выше — Дальнее Устье, в разное время служившие пристанями города Казани. В начале XX века после неудачной попытки построить судоходный канал к центру города, через Вороний Куст была проложена железная дорога и шоссе от центра к пристаням. Возведенная между Вороньим Кустом и центром города дамба получила название Новая Дамба и использовалась вплоть до 1956-58 годов, когда в связи с наполнением Куйбышевского водохранилища Казанский речной порт был перенесен с Дальнего Устья на нынешнюю площадку. После этого хозяйственное использование Новой Дамбы и Вороньего Куста прекратилось вплоть до 2012 года, насыпь и образовавшийся на водохранилище остров заросли деревьями. Вплоть до создания водохранилища на естественной, незатапливаемой весенними разливами возвышенности Вороньего Куста располагались баки с горюче-смазочными материалами.
До 2011 года Вороний Куст отделялся от остатков Новой Дамбы образовавшимся на месте рукава Ички проливом Крысиный Хвост, пока последний не был засыпан при строительстве в конце 2011 года, и Вороний Куст оказался полуостровом от полуострова Локомотив.
Весной 2023 года в западной части полуострова Локомотив был прорыт канал, и Вороний Куст (вместе с частью насыпи Локомотива) вновь стал островом.

## Галерея

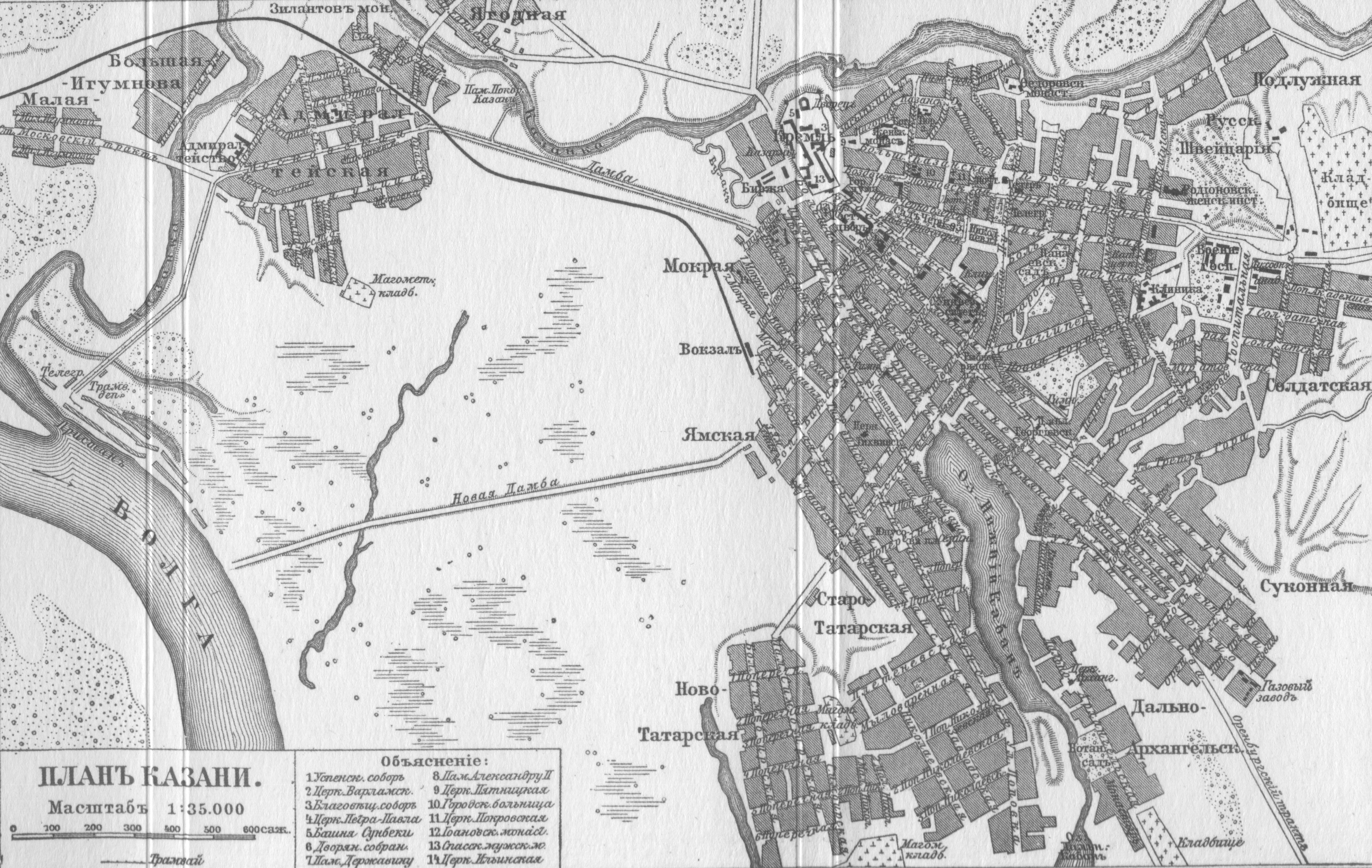
отмечена Новая Дамба и Волга в своем прежнем русле. Дамба к реке проходит через место, ныне занимаемое островом Вороний Куст
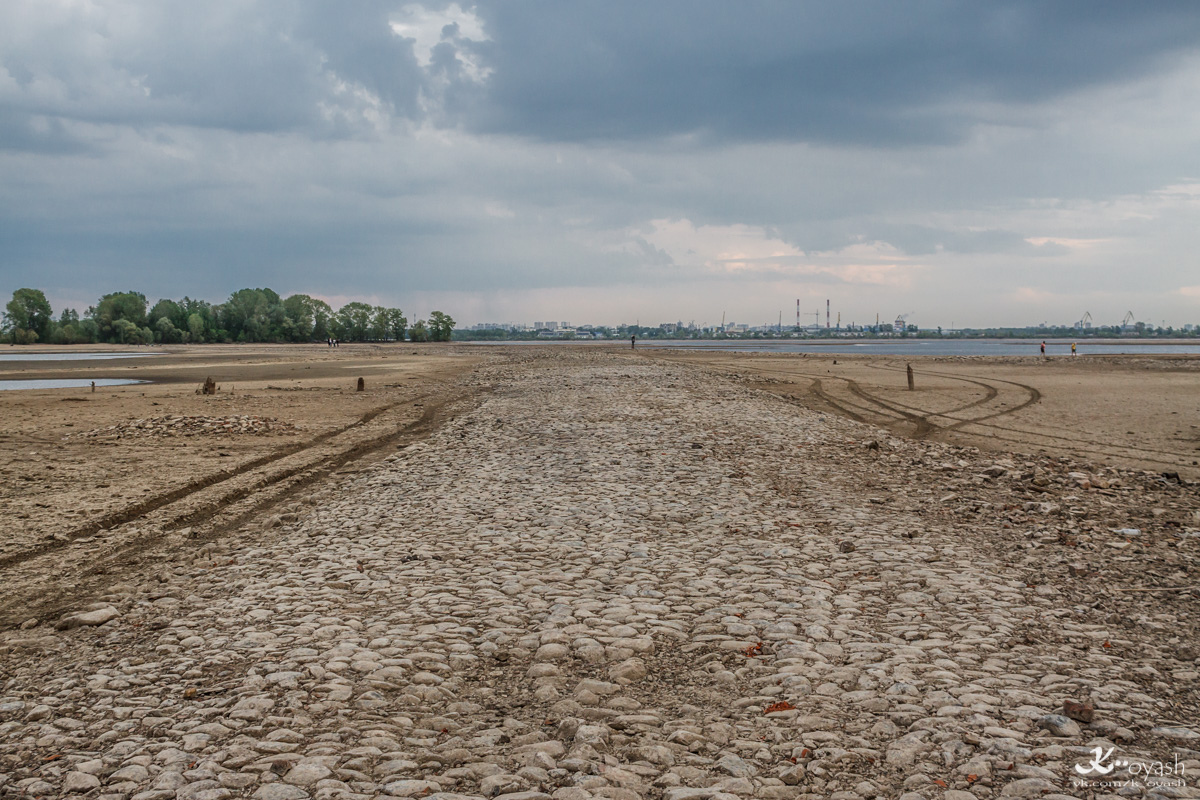
Вид с бывшей Новой дамбы
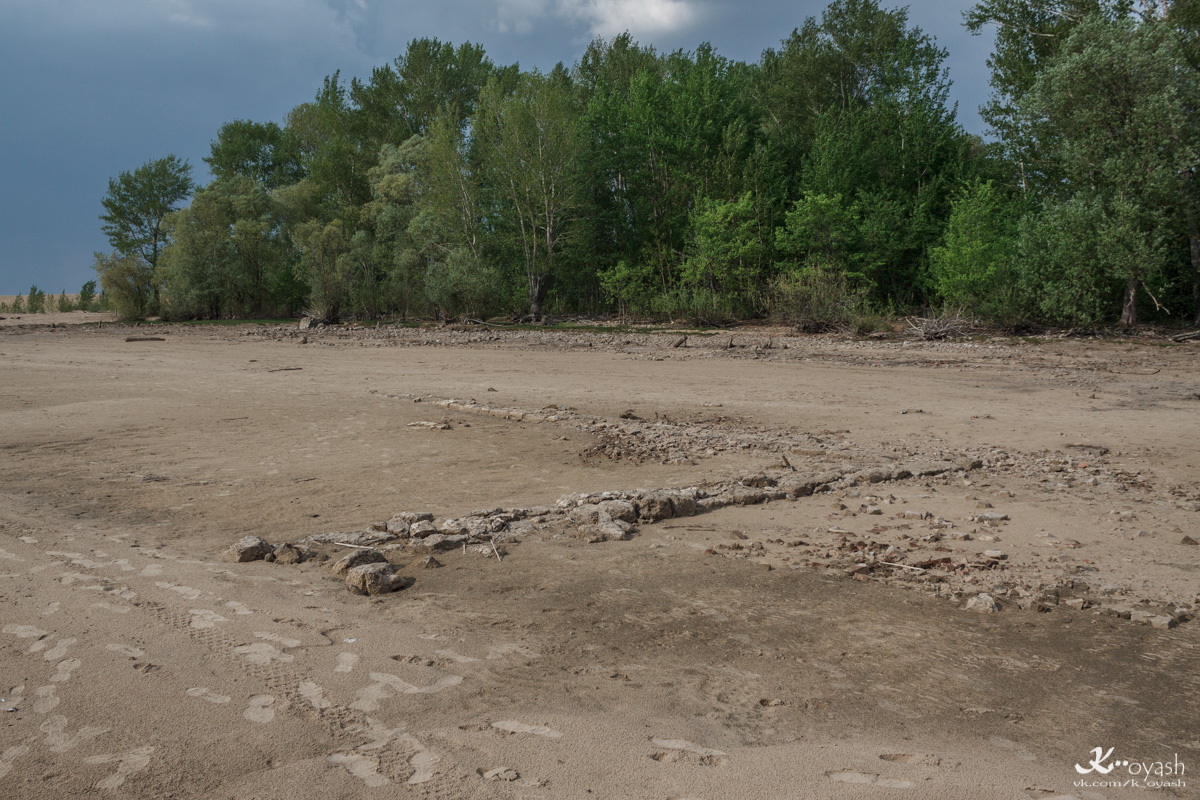
Останки строений, которые можно увидеть при низком уровне водохранилища
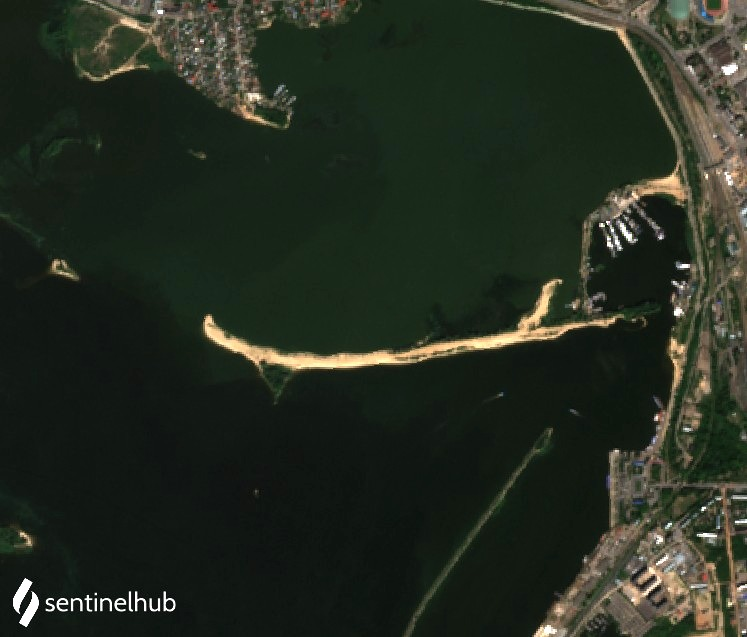
Остров на космоснимке 2021 года

## Археология
В 1878 году в урочище Вороний Куст археологом Лихачёвым была обнаружена неолитическая стоянка волго-камской культуры.